# (7315) Kolbe
(7315) Kolbe (1136 T-2) – planetoida z pasa głównego asteroid okrążająca Słońce w ciągu 4,07 lat w średniej odległości 2,55 j.a. Odkryta 29 września 1973 roku.